# Дамбулла
Дамбулла (синг. දඹුල්ල, там. தம்புள்ளை) — велике місто, розташоване в окрузі Матале, Центральна провінція Шрі-Ланки. Знаходиться у 148 км на північний схід від столиці Шрі-Ланки — міста Коломбо й у 72 км на північ від Канді. Завдяки своєму розташуванню, місто є центром розподілу овочів в країні.

## Історія
Вважається, що цей район був населений ще з 7-го до 3-го століття до нашої ери. Статуї і картини в печерах відносяться до 1-го століття до нашої ери. Але картини і статуї були реставровані та перефарбовані в 11, 12 і 18 століттях нашої ери. Печери в місті забезпечили притулок царю Валагамбі (також відомий як Ваттагаміні Абхая) у своєму 14-річному вигнанні з королівства Анурадхапура. Буддійські ченці, що розмірковували в печерах Дамбулли, у той час забезпечували короля захистом від його ворогів. Коли король Валагамба повернувся на престол в 1 столітті до нашої ери, у нього був скельний храм, побудований у Дамбуллі в подяку ченцям.
У доісторичному похованні в Ібанкатуві поблизу Дамбулли, були знайдені доісторичні людські скелети та були відправлені на науковий аналіз, щоб дати свідчення цивілізацій в цій області задовго до приходу буддизму в Шрі-Ланку. Стародавні люди, що жили за рахунок сільського господарства, за даними археологічних знахідок проживали в цій місцевості вже понад 2700 років. (750 р. до н. е.)
Це було раніше відоме як Дхамбаллаї. Назву було прийнято такими царями, як Раджараджа Чола I, Раджендра Чола I і т. д. під час їхнього перебування на посаді наприкінці 10-го й початку 11-го століття.

## Спорт

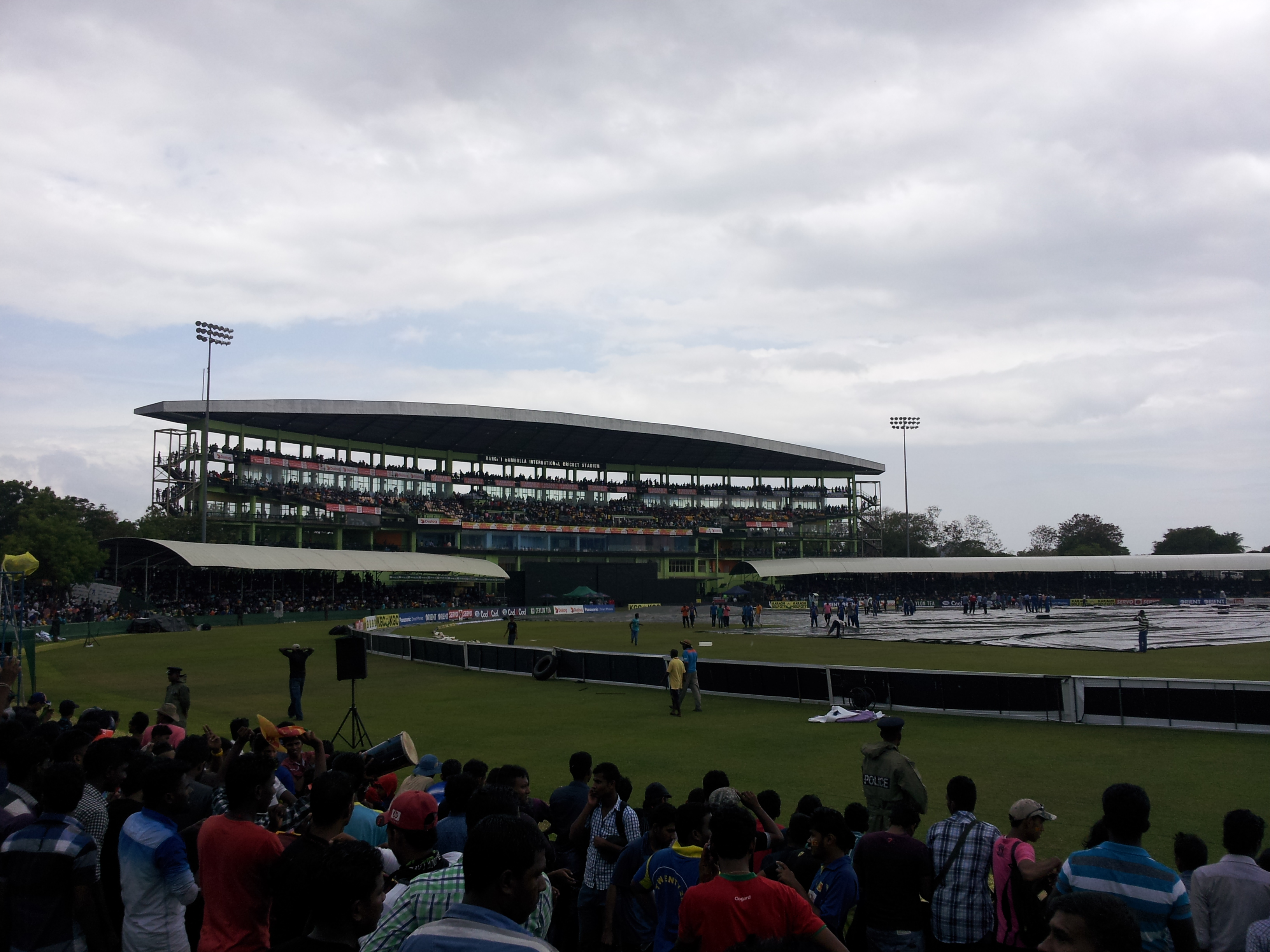
Rangiri Dambulla International Stadium in 2014 during ODI match

Міжнародний стадіон крикету Рангірі Дамбулла розташований у Дамбуллі.